# Rodrigo Delmasso
Rodrigo Germano Delmasso Martins (Maringá, 9 de junho de 1980) é um gestor público, pastor e político brasileiro. Integra a Câmara Legislativa do Distrito Federal desde 2015, durante sua sétima e oitava legislaturas.

## Biografia
Delmasso se formou em gestão pública e trabalhou na área. Envolveu-se no movimento estudantil e foi eleito presidente da Federação Nacional dos Estudantes de Administração. Tornou-se pastor da Igreja Sara Nossa Terra, juntamente com a esposa, Danielle Delmasso. Tiveram dois filhos juntos, Beatriz e Manuela.
Inicialmente filiado ao Partido da Social Democracia Brasileira (PSDB), Delmasso foi secretário-geral nacional da juventude da agremiação, escolhido para o cargo em 2005. Em 2005, trabalhou com o deputado Robson Rodovalho na Secretaria do Trabalho, como secretário-adjunto. Em 2009, assumiu o comando da pasta.
Em 2010, Delmasso concorreu a deputado distrital, pelo Partido Trabalhista Nacional (PTN). Na época, contou com o apoio de Rodovalho que, durante um culto, declarou: "Erramos com o Leonardo Prudente, não podemos errar com o Rodrigo Delmasso. Mas se o Rodrigo cair, colocaremos outro de novo lá." Com 6.362 votos, ou 0,45% dos votos válidos, não foi eleito.
Em 2011, Delmasso foi designado pelo governador Agnelo Queiroz como subsecretário de administração geral da Secretaria de Meio Ambiente. Deixou o cargo em abril de 2014 e, em outubro daquele ano, foi eleito para a Câmara Legislativa, com 20.894 votos, ou 1,37%, a quinta maior votação. Na sétima legislatura, presidiu a Comissão de Fiscalização, Governança, Transparência e Controle e da comissão parlamentar de inquérito sobre a pedofilia. Foi ainda líder do governo de Rodrigo Rollemberg. Em 2017, elegeu-se para a vice-presidência da União Nacional dos Legisladores e Legislativos Estaduais.
Dalmasso foi reeleito deputado distrital em 2018, com 23.227 votos, correspondentes a 1,57% dos votos válidos. Na época, estava filiado ao Partido Republicano Brasileiro. Com o início da oitava legislatura, em 2019, foi eleito vice-presidente da mesa diretora. Em 2020, apresentou um projeto de lei, mais tarde sancionado pelo governador Ibaneis Rocha, que classificou as igrejas como serviços essenciais, enfraquecendo restrições impostas diante da pandemia de COVID-19. No mesmo ano, criticou a empresa Natura por contratar Thammy Gretchen para um comercial do dia dos pais, por ele visto como uma "atitude canalha" que "afronta à família tradicional brasileira."